# 神戸情報文化ビル
神戸情報文化ビル（こうべじょうほうぶんかビル）は、兵庫県神戸市中央区・神戸ハーバーランドにある複合商業ビル。

## 概要
神戸新聞社とラジオ関西が合同で運営している、地上18階・地下1階の高層ビルである。
1995年（平成7年）1月17日に発生した阪神・淡路大震災で三宮駅前にあった神戸新聞会館が大きく損壊した神戸新聞社と、須磨区行幸町にあった公団住宅内に入居していた社屋が全壊認定で損壊し、仮設の社屋とスタジオ（シェルタースタジオ117）から放送していたラジオ関西の本社の移転と、そして神戸ハーバーランドの中核施設として使用することを目的に建設され、翌1996年（平成8年）8月に竣工した。
建設当初は神戸新聞社と都市基盤整備公団（現：都市再生機構）が所有していた。
神戸新聞社（神戸新聞・デイリースポーツ）の本社機能や、ラジオ関西の放送スタジオなど神戸新聞グループ各社の本社機能が入居している。
下層階と最上階にはレストランや専門店が入居している商業施設部分は開業時は「エコール・マリン」として営業してきたが、都市再生機構から神戸新聞社に所有権が移ったことに伴い、2008年（平成20年）4月26日に一部テナントの入れ替えを含む改装を行って、「カルメニ」という愛称へ変更して新装開店した。「カルメニ」は『カルチャー＋アメニティ』が由来。
神戸新聞ギャラリーやハーバーランド文化村、神戸新聞松方ホールなど神戸新聞グループの文化施設も多数入居している。

## 主な店舗・施設
全ての店舗の一覧は、公式サイトを参照のこと。
| 神戸新聞社・ラジオ関西関連 - 神戸新聞松方ホール - 松方ホールチケットカウンター - 神戸新聞ギャラリー - ハーバーランド文化村 - スタジオサルパ（ラジオ関西のサテライトスタジオ） | その他 - Youth Theatre Japan (YTJ) - かに道楽 - 兵庫教育大学神戸ハーバーランドキャンパス |

## PR番組
2018年7月からYOUTUBE上で司会者に東ユースケを起用したPR番組『ゴールデンハーバーナイトfrmカルメニ』を配信している。

## 交通アクセス
- JR神戸線 神戸駅から約5分
- 神戸市営地下鉄海岸線 ハーバーランド駅から約4分
- 阪急・阪神神戸高速線 高速神戸駅から約10分